# IEC 60906-1

IEC-60906-1-Standard-Steckverbinder (Typ N)

IEC 60906-1 ist eine internationale Norm für 230-V-Wechselspannungs-Steckverbinder.
Die Norm wurde 1986 von der International Electrotechnical Commission publiziert. Südafrika hat mit der Norm SANS 164-2 diesen Standard neben den alten Normen eingeführt. Brasilien hat am 1. Januar 2010 die auf dieser Norm basierende NBR 14136 verpflichtend eingeführt. 
Der erste Teil der IEC-Norm beschreibt die Standards für Steckverbindungen bis 250 V und 16 A. Der 1992 veröffentlichte zweite Teil des Standards (IEC 60906-2) definiert den internationalen Standard für Steckverbindungen bis 125 V. Dieser Standard ist mit den heute in Nordamerika genutzten Steckern und Steckdosen (Typ A und Typ B) kompatibel. Teil 3 (IEC 60906-3) beschreibt eine Gruppe von Niederspannungs-Steckverbindungen.

## Beschreibung des Steckers und der Steckdose
Der Stecker hat drei runde, 19,5 mm lange Stifte mit einem Durchmesser von 4,5 mm. Die Mittelpunkte der beiden Außenstifte sind 19 mm voneinander entfernt; der Mittelpunkt des Schutzleiterstiftes hat von der Mittellinie einen Abstand von 3 mm. Die beiden Außenstifte haben metallische und abgerundete Spitzen, die auf isolierenden Kunststoffhülsen sitzen. Der Schutzleiterstift besteht durchgehend aus Metall mit einer abgerundeten Spitze. Die Höhe der Steckerfront beträgt 17 mm, die Gesamtbreite 35,5 mm.
Die Steckdose liegt in einer Vertiefung von 10 mm oder hat einen 12 mm hohen Rand, um ein Berühren der Stifte des Steckers auszuschließen. Die Konstruktion der Steckdose stellt sicher, dass der Schutzleiter beim Einstecken des Steckers zuerst Kontakt bekommt (vorauseilende Schutzverbindung). Steckdose und Stecker sind verpolungssicher (bei untenliegendem PE liegt in der Steckdose links der L- und rechts der N-Leiter).

## Vorteile des Stecksystems
- Stecker und Steckdose sind gleich kompakt wie die SN-441011- oder die Typ-L-Stecker, sind somit deutlich kleiner als beispielsweise beim CEE-7/6- oder beim Schuko-System.
- Stecker und Steckdose sind verpolungssicher.
- Die Schutzkontaktverbindung ist vorauseilend, d. h. der Schutzkontaktstift erhält beim Einstecken des Steckers zuerst Kontakt.
- Durch die isolierenden Kunststoffhülsen um die Füße des Neutralleiters und des Stiftes für die Phase wird ein Berühren von stromführenden Steckerstiften erschwert.
- Durch das Versenken der Steckdose wird ein Berühren der Steckerstifte ausgeschlossen.
- Durch die sechseckige Form, das Versenken der Steckdose und die drei Stifte bietet das System einen sicheren mechanischen Halt und eine hohe mechanische Beanspruchbarkeit, auch gegen Verdrehen.
- Der dreipolige Schutzstecker kann nicht in eine ungeerdete Steckdose eingesteckt werden, d. h. ein Betrieb ohne Schutzkontakt ist nicht möglich.
- Stecker und Steckdose sind für hohe Leistung konzipiert (bis zu 250 Volt und 16 Ampere; bei 230 Volt Spannung entsprechen 16 Ampere einer Leistung von 3680 Watt).
- Die Steckdose kann den heutigen Eurostecker aufnehmen, was eine Umstellung auf das System erleichtert.

Damit vereint das System alle relevanten Sicherheits- und Leistungsmerkmale. Heutige Steckersysteme, wie etwa das deutsche Schukosystem (Typ F) oder das britische Steckersystem (Typ G), bieten jeweils nur einige dieser Vorteile.

## Unterschiede zum Schweizer Steckverbinder
Der Stecker ähnelt dem in der Schweiz verwendeten Norm SN 441011, ist jedoch auf Grund folgender Unterschiede nicht mit diesem kompatibel:
- Der Stift bzw. die Buchse für die Erdung hat von der Mittellinie aus einen Abstand von 3 mm statt 5 mm (CH).
- Der Stiftdurchmesser beträgt 4,5 mm statt 4 mm (CH), was bedeutet, dass Typ-11-Stecker in IEC-60906-1-Dosen passen, aber nicht IEC-60906-1-Stecker in Schweizer Steckdosen.
- Der Außenleiter ist bei IEC 60906-1 links genormt statt rechts (CH).

## Brasilianische Norm NBR 14136

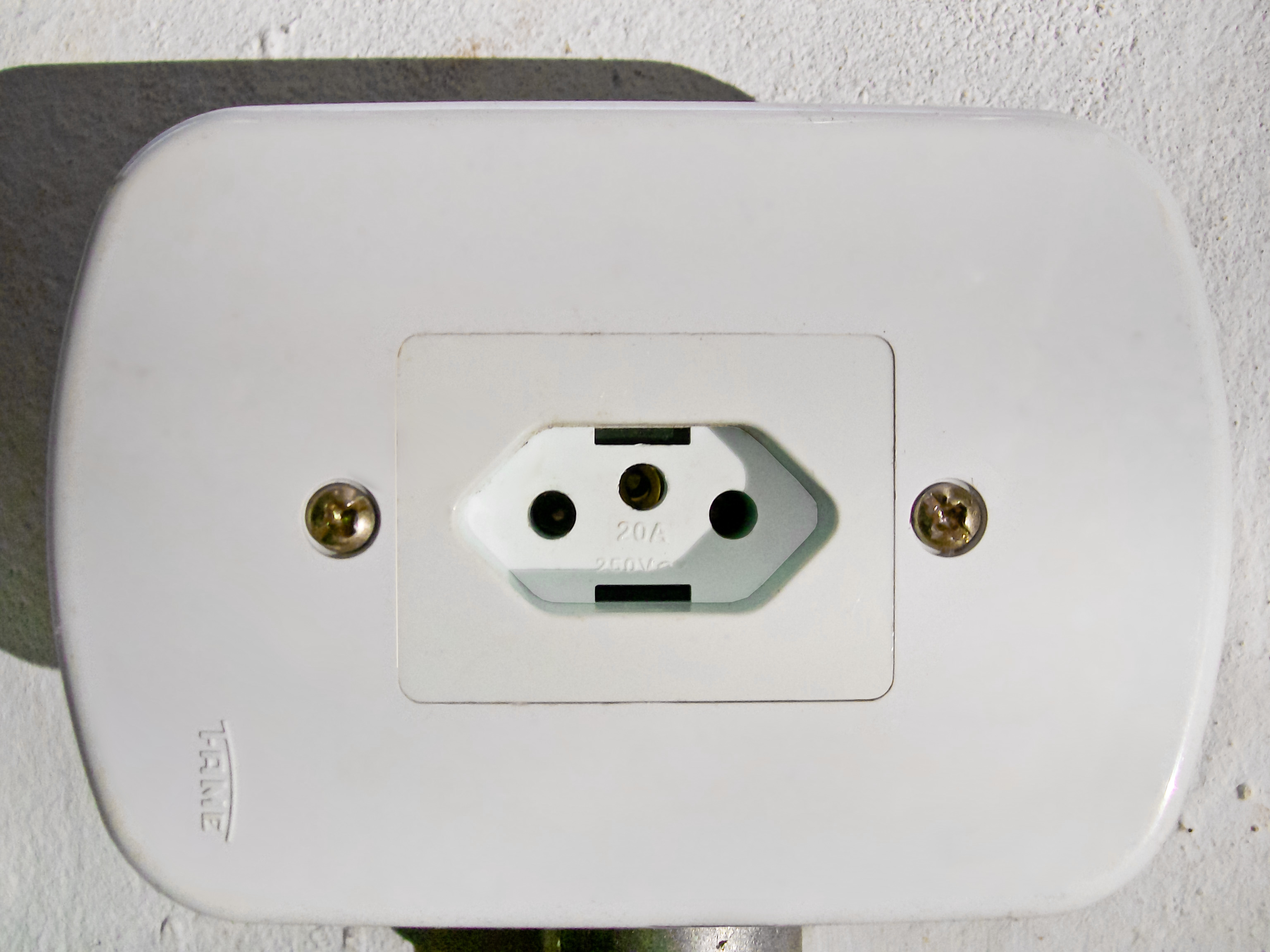
Brasilianische 20-Ampere-Steckdose, basierend auf dem IEC-60906-1-Standard

Auf der Basis von IEC 60906-1 wurde die brasilianische Norm NBR 14136 entwickelt, die (nach mehreren Aufschüben) in den Jahren 2007 bis 2010 schrittweise eingeführt wurde. Verglichen mit den Maßgaben von IEC 60906 besteht jedoch eine ganze Reihe von Unterschieden:
- Der Stiftdurchmesser beträgt nicht 4,5 mm und die Stromauslegung nicht 16 A. Stattdessen gibt es zwei Kombinationen: 4 mm für 10 A und 4,8 mm für 20 A. 20-A-Steckdosen nehmen so auch 10-A-Stecker auf (nicht jedoch umgekehrt). Die 10-A-Stecker passen in IEC-60906-1-Steckdosen, IEC-60906-1-Stecker in die brasilianische 20-A-Steckdosen.
- Es sind nichtisolierte Stifte auch für Phase und Neutralleiter erlaubt.
- Für Geräte der Schutzklasse II existieren jeweils zweipolige Steckerversionen mit nur 4 mm Dicke, also fast identischer Kontur wie beim Eurostecker. Dies birgt die Gefahr, dass 10-A-Stecker in (für 2,5 A ausgelegte) Euro-Verlängerungskabel gesteckt werden und diese überlasten können (in der Schweiz wird dem dadurch begegnet, dass die Einfuhr derartiger Verlängerungskabel verboten ist).

Des Weiteren hat Brasilien seit 2004 auch eine eigene Steckernorm (NM 60884-1 30/09/2004 Plugues e tomadas para uso doméstico e análogo), die sich an die IEC 60884-1 (Plugs and socket-outlets for household and similar purposes – Part 1: General requirements) anlehnt.